# 米德韋 (新墨西哥州)
米德韋（英語：Midway）是位於美國新墨西哥州查維斯縣的普查規定居民點。

## 人口
根據2020年美國人口普查的數據，米德韋的面積為6.44平方千米，皆為陸地。當地共有人口818人，而人口密度為每平方千米127.02人。